# Beep the Meep
 (avril 2025).
La mise en forme du texte ne suit pas les recommandations de Wikipédia : il faut le « wikifier ».
Les points d'amélioration suivants sont les cas les plus fréquents. Le détail des points à revoir est peut-être précisé sur la page de discussion.
- Les titres sont pré-formatés par le logiciel. Ils ne sont ni en capitales, ni en gras.
- Le texte ne doit pas être écrit en capitales (les noms de famille non plus), ni en gras, ni en italique, ni en « petit »…
- Le gras n'est utilisé que pour surligner le titre de l'article dans l'introduction, une seule fois.
- L'italique est rarement utilisé : mots en langue étrangère, titres d'œuvres, noms de bateaux, etc.
- Les citations ne sont pas en italique mais en corps de texte normal. Elles sont entourées par des guillemets français : « et ».
- Les listes à puces sont à éviter, des paragraphes rédigés étant largement préférés. Les tableaux sont à réserver à la présentation de données structurées (résultats, etc.).
- Les appels de note de bas de page (petits chiffres en exposant, introduits par l'outil «  Source ») sont à placer entre la fin de phrase et le point final[comme ça].
- Les liens internes (vers d'autres articles de Wikipédia) sont à choisir avec parcimonie. Créez des liens vers des articles approfondissant le sujet. Les termes génériques sans rapport avec le sujet sont à éviter, ainsi que les répétitions de liens vers un même terme.
- Les liens externes sont à placer uniquement dans une section « Liens externes », à la fin de l'article. Ces liens sont à choisir avec parcimonie suivant les règles définies. Si un lien sert de source à l'article, son insertion dans le texte est à faire par les notes de bas de page.
- La présentation des références doit suivre les conventions bibliographiques. Il est recommandé d'utiliser les modèles {{Ouvrage}}, {{Chapitre}}, {{Article}}, {{Lien web}} et/ou {{Bibliographie}}. Le mode d'édition visuel peut mettre en forme automatiquement les références.
- Insérer une infobox (cadre d'informations à droite) n'est pas obligatoire pour parachever la mise en page.

Pour une aide détaillée, merci de consulter Aide:Wikification.
Si vous pensez que ces points ont été résolus, vous pouvez retirer ce bandeau et améliorer la mise en forme d'un autre article.
Beep The Meep est un extraterrestre fictif apparaissant dans divers documents de la longue série télévisée de science-fiction britannique Doctor Who. Beep est à l'origine un personnage de bande dessinée dans les pages de Doctor Who Magazine, et est apparu plus tard dans des drames audio produits par Big Finish Productions. L'apparence mignonne et câline de Beep the Meep (un bipède rond et poilu avec de grands yeux expressifs et de longues oreilles) dément sa vraie nature de conquérant et de dictateur malveillant et meurtrier.
Le personnage a fait sa première apparition en live-action dans le premier épisode spécial célébrant le 60e anniversaire de la série : La Créature stellaire..

## Aperçu
Beep est apparu pour la première fois dans la bande dessinée de 1980 "Doctor Who and the Star Beast", écrit par Pat Mills et John Wagner et dessinée par Dave Gibbons, qui a été publiée dans les numéros 19 à 26 de Doctor Who Weekly. Dans l'histoire, Beep est le chef des Meep, une race avancée et pacifique qui vivait dans l'harmonie et le bonheur jusqu'à ce que le rayonnement de l'orbite de leur planète passe devant un Soleil Noir les transformant en une espèce agressive et expansionniste qui a commencé à conquérir et à subjuguer sans pitié les autres planètes. Après que les Guerriers Wrarth, une race insectoïde génétiquement modifiée agissant comme des forces de l'ordre interstellaires, aient détruit l'armada Meep, le vaisseau de Beep s'est enfui et a été abattu au-dessus de la Terre où il s'est écrasé dans la ville anglaise de Blackcastle. Beep a cherché refuge auprès de deux écoliers, utilisant son apparence floue pour se faire passer pour une créature malheureuse et inoffensive chassée par les impitoyable Guerriers Wrarth. C'est sous cette apparence qu'il rencontra le Quatrième Docteur, qui le protégea des Guerriers Wrarth jusqu'à ce que la vraie nature de Beep lui soit révélée. Beep a utilisé l'hypnose pour obliger les humains à l'aider à réparer son vaisseau spatial, décidant de décoller dans un saut hyper-spatial, même si cela détruirait Blackpool. Cependant, le Docteur a ensuite aidé les Guerriers Wrarth à appréhender Beep, et il a été emmené pour faire face à la justice. L'une des écolières qui a trouvé Beep, Sharon Davies, rejoindrait le Quatrième Docteur en tant que compagnon dans la bande dessinée.
Après un caméo dans Doctor Who Magazine #173 "Party Animals" (1991), Beep réapparaît en tant que méchant quinze ans plus tard dans "The Star Beast II" (publié dans le Doctor Who Magazine Yearbook 1996) où il obtient une liberté conditionnelle et cherche à se venger, mais le Quatrième Docteur a utilisé l'énergie des étoiles noires pour le piéger dans le film pour enfants "For the Love of Lassie". Dans le Doctor Who Magazine #283 "TV Action!" (1999), Beep voyage en 1979 dans un monde parallèle où le Docteur est à la tête d'une émission télévisée intitulée Doctor Who. Beep a tenté de prendre le contrôle du Centre de la Télévision de la BBC, prévoyant de diffuser le rayonnement des étoiles noires dans les foyers de toute la Grande-Bretagne dans le but de rendre tout le monde aussi diabolique que lui. Cependant, il a pris l'acteur Tom Baker pour son ennemi et, bien que distrait, a été vaincu par le Huitième Docteur, son compagnon Izzy Sinclair et de nombreuses autres personnalités de la télévision. Un Beep hallucinatoire est apparu dans la bande dessinée du Huitième Docteur "A Life of Matter and Death" (DWM # 250).
Beep a quitté le domaine de la bande dessinée dans un audio produit par Big Finish Productions, "The Ratings War", qui figurait sur un CD promotionnel offert avec le DWM #313. Dans l'audio, Toby Longworth donne sa voix à Beep, qui affronte le Sixième Docteur, doublé par Colin Baker. Ici, Beep a essayé à peu près le même stratagème que dans "TV Action!", sauf que cette fois, il a produit une émission pour enfants intitulée "Beep and Friends" pour effectuer une conquête par la ruse plutôt que par la force. Il a de nouveau été vaincu par le Docteur et remis au Guerriers Wrarth.
En mars 2019, Big Finish a publié le livre audio "The Comic Strip Adaptations Volume 1", dont l'une des histoires étant "Doctor Who and the Star Beast". Beep est, ici, doublé par Bethan Dixon Bate.
En décembre 2022, il a été révélé que les Épisodes Spéciaux du 60e anniversaire diffusées en novembre 2023 mettraient en vedette Beep The Meep et les Guerriers Wrarth, en faisant ainsi la première apparition de ces personnages à l'écran.

## Liste des apparitions

### Bandes dessinées
- Doctor Who and the Star Beast (Doctor Who Weekly #19 à # 26)
- Party Animals (Doctor Who Magazine #173)
- The Star Beast II (Doctor Who Magazine Yearbook 1996)
- A Life of Matter and Death (comme une illusion, Doctor Who Magazine #250)
- TV Action! (Doctor Who Magazine #283)

### Audios
- The Ratings War
- Doctor Who and the Star Beast (Dans The Comic Strip Adaptations Volume 1)

### Télévision
- 2023 : La Créature Stellaire (Épisodes Spéciaux du 60e anniversaire)